# 東克萊A鎮區 (密蘇里州格林縣)
東克萊A鎮區（英語：East Clay A Township）是位於美國密蘇里州格林縣的一個行政鎮區。

## 地方資料
東克萊A鎮區的面積為6.70平方千米，皆為陸地。根據2020年美國人口普查的數據，當地共有人口1022人，而人口密度為每平方千米152.54人。